# Acrapex perfuscata
Acrapex perfuscata är en fjärilsart som beskrevs av W. Warren 1913. Acrapex perfuscata ingår i släktet Acrapex och familjen nattflyn. Inga underarter finns listade i Catalogue of Life.